# ميشال أبيكاريوس
ميشال أبيكاريوس (1884 - 1953) مالي، حقوقي، سياسي وزير ومترجم لبناني.

## سيرته
ولد في بيروت عام 1884. تخرّج في الجامعة الأميركية ببيروت حائزاً على شهادة بكالوريوس في التجارة. هاجر إلی القاهرة في 1905 فتوظَّف في بعض البنوك ودرّس الحقوق هناك. ثم خدم الجيش البريطاني عام 1920 في الدائرة المالية بالقدس.

ولما تشكلت حكومة عموم فلسطين في سنة 1948، عين وزيرا لماليَّتها. عاد إلى لبنان فعين أستاذاً مساعداً في الجامعة الأميركية ببيروت.

## وفاته
توفي سنة 1953 ببيروت بسبب نوبة قلبية.

## مؤلفاته
- فلسطين من وراء ضباب الدعاية: وضعه بالإنكليزية وترجمه إلی العربية
- العربي الحي